# Лютенские Будища
Лютенские Будища (укр. Лютенські Будища) — село в Зеньковском районе Полтавской области Украины. Является административным центром Лютенско-Будищанского сельского совета, в который, кроме того, входит село Должок.
Код КОАТУУ — 5321383201. Население по переписи 2001 года составляло 1562 человека.

## Географическое положение
Село Лютенские Будища находится в 2-х километрах от правого берега реки Грунь-Ташань. По селу протекает пересыхающий ручей под названием Тарапунька (в некоторых источниках Таранунька) с запрудой.
На расстоянии в 1,5 км расположено село Трояновка.

## История
Преображенская церковь известна с 1723 года
Есть  на карте 1816 года как Будищи

## Экономика
- Молочно-товарная и птице-товарная фермы.
- Сельхозкооператив «Степ».

## Объекты социальной сферы
- Школа.

## Достопримечательности
- «Сухой яр» — общезоологический заказник, 18,6 га.